# Murayama Tomohiko
Tomohiko Murayama (村山智彦 Murayama Tomohiko, sinh ngày 22 tháng 8 năm 1987 ở Ichihara, Chiba) là một cầu thủ bóng đá người Nhật Bản thi đấu cho Matsumoto Yamaga.

## Thống kê câu lạc bộ
Cập nhật đến ngày 23 tháng 2 năm 2018.
| Thành tích câu lạc bộ | Thành tích câu lạc bộ | Thành tích câu lạc bộ | Giải vô địch | Giải vô địch | Cúp                   | Cúp                   | Cúp Liên đoàn | Cúp Liên đoàn | Tổng cộng | Tổng cộng |
| Mùa giải              | Câu lạc bộ            | Giải vô địch          | Số trận      | Bàn thắng    | Số trận               | Bàn thắng             | Số trận       | Bàn thắng     | Số trận   | Bàn thắng |
| Nhật Bản              | Nhật Bản              | Nhật Bản              | Giải vô địch | Giải vô địch | Cúp Hoàng đế Nhật Bản | Cúp Hoàng đế Nhật Bản | Cúp Liên đoàn | Cúp Liên đoàn | Tổng cộng | Tổng cộng |
| --------------------- | --------------------- | --------------------- | ------------ | ------------ | --------------------- | --------------------- | ------------- | ------------- | --------- | --------- |
| 2010                  | Sagawa Shiga FC       | JFL                   | 3            | 0            | 0                     | 0                     | –             | –             | 3         | 0         |
| 2011                  | Sagawa Shiga FC       | JFL                   | 26           | 0            | 1                     | 0                     | –             | –             | 27        | 0         |
| 2012                  | Sagawa Shiga FC       | JFL                   | 11           | 0            | 0                     | 0                     | –             | –             | 11        | 0         |
| 2013                  | Matsumoto Yamaga      | J2 League             | 10           | 1            | 2                     | 0                     | –             | –             | 12        | 1         |
| 2014                  | Matsumoto Yamaga      | J2 League             | 41           | 0            | 1                     | 0                     | –             | –             | 42        | 0         |
| 2015                  | Matsumoto Yamaga      | J1 League             | 34           | 0            | 4                     | 0                     | 2             | 0             | 40        | 0         |
| 2016                  | Shonan Bellmare       | J1 League             | 27           | 0            | 1                     | 0                     | 3             | 0             | 31        | 0         |
| 2017                  | Matsumoto Yamaga      | J2 League             | 28           | 0            | 2                     | 0                     | –             | –             | 30        | 0         |
| Tổng cộng sự nghiệp   | Tổng cộng sự nghiệp   | Tổng cộng sự nghiệp   | 180          | 1            | 11                    | 0                     | 5             | 0             | 196       | 1         |